# Leandros
Leandros ist ein griechischer Familienname.

## Herkunft und Bedeutung
Λέανδρος (Leandros) setzt sich aus der attischen Variante λεώς (leōs) des Wortes λάος (laos) „Volk“ und der Stammform (*ανδρ·) des Wortes ἀνήρ (anēr) „Mann“ zusammen, trägt also ungefähr die Bedeutung „Volkmann“ oder „Mann des Volkes“.

## Varianten
Übertragungen in verschiedene Sprachen sind als Vor- und Familienname bekannt:
- Leandris (weibl. Variante)
- Leander (deutsch)
- Leandro (italienisch, spanisch, portugiesisch)
- Léandre (französisch)
- Леандер (russische Schreibweise)

## Bekannte Namensträger
- Leo Leandros (* 1923), griechischer Komponist, Sänger, Texter und Produzent
- Vicky Leandros, griechisch-deutsche Sängerin